# The Hebrew University Bible
The Hebrew University Bible Project (HUBP) – współczesny projekt wydania tekstu Biblii hebrajskiej według Kodeksu z Aleppo z bogatym aparatem krytycznym.
Powstaje on przy Uniwersytecie Hebrajskim w Jerozolimie od 50 lat XX w., pod kierownictwem Moshe Goshen-Gottstein, później Chaima Rabina, a ostatnio Shemaryahu Talmon.
Tekstem bazowym jest Kodeks z Aleppo, według niektórych, świadek bardziej oryginalnego tekstu (na pewno starszego, choć nie pełnego) niż powszechnie uznawany Kodeks Leningradzki.
Wydanie zawiera następujące rodzaje aparatu krytycznego:
- główne wersje tekstu: arabska Saadii Gaona, Septuaginta, Wulgata, Peszitta, Targumy, tekst masorecki
- materiał pochodzący ze zwojów znad Morza Martwego i źródeł rabinicznych
- średniowieczne manuskrypty hebrajskie
- szczegóły ortograficzne pisowni (wokalizacja i akcenty tekstu)

Do tej pory zostały wydane:
- The Book of Isaiah (1995)
- The Book of Jeremiah (1997)
- The Book of Ezekiel (2004)